# Mala hruševa bolšica
Mala hruševa bolšica (znanstveno ime Cacopsylla pyricola) je vrsta polkrilcev iz družine bolšic, razširjena po Evropi in Zahodni Aziji, s pomočjo človeka pa se je razširila tudi po večjem delu Severne Amerike. Znana je predvsem kot pomemben škodljivec hrušk.

## Opis
Odrasli zrastejo 2–3 mm v dolžino, samice so nekoliko večje od samcev. So temnorjavo do črno obarvani po glavi in oprsju. Glava je proporcionalno zelo široka, zadek pa kratek in se hitro zoži v konico. Zgodnji rodovi v sezoni imajo prozorna krila, pri kasnejših pa krila potemnijo. Zimske forme, ki se razvijejo konec sezone, ko se dan skrajša, so večje in temnejše. Od ostalih se toliko razlikujejo, da so jih v preteklosti zmotno imeli za ločene vrste.
Samice odlagajo jajčeca na dolgih pecljih, ta merijo približno 0,3 mm v dolžino. Nimfe so svetlejše od odraslih, tudi pri njih so tekom sezone osebki vedno temnejši. Zelo podobne so nimfam velike hruševe bolšice.

## Ekologija
Ves toplejši del leta so osebki prisotni na gostiteljskih rastlinah; v ugodnih pogojih se lahko razvije tudi do šest rodov, tako da se lahko hitro namnožijo. Prezimujejo kot odrasli v mirovanju na hruškah ali drugih rastlinah v okolici nasadov, a lahko v toplejših razmerah tudi letajo okrog in se prehranjujejo. Zimska forma ima zavrt razvoj spolnih organov, tako da dozorijo šele konec zime naslednje leto po izvalitvi in se začnejo razmnoževati. Prezimne samice lahko izležejo po več kot tisoč jajčec, ki jih pritrdijo na mlade listne in cvetne poganjke. Kasneje v sezoni samice pritrjujejo jajčeca na zgornjo površino listov, blizu glavne žile.
Podobno kot druge bolšice povzroča škodo zlasti posredno, z izločanjem lepljive tekočine, ki popacka plodove in spodbudi rast plesni, ob zelo veliki gostoti pa povzročajo tudi deformacije plodov in prezgodnje odpadanje listov ter plodov. Bolj problematične so zaradi svoje vloge pri prenašanju drugih rastlinskih patogenov, kot so fitoplazme, posebej fitoplazma Candidatus Phytoplasma pyri, ki povzroča odmiranje hrušk.
Vrsta je razširjena po zahodni Palearktiki od Britanskega otočja proti vzhodu skoraj do Srednje Azije, ne pojavlja se le na skrajnem severu in jugu Evrope. V Sloveniji je splošno razširjena, a zaradi razmeroma majhne gostote v pridelavi hrušk manj pomembna od nekaterih sorodnih vrst. V zgodnjem 19. stoletju so malo hruševo bolšico s sadikami hrušk nenamerno zanesli na vzhod Združenih držav Amerike, od tam pa se je v sto letih razširila vse do zahodnih obal Severne Amerike. Zdaj ob jabolčnemu zavijaču velja za najpomembnejšega škodljivca hrušk v ZDA.